# 三遊亭楽㐂
三遊亭 楽㐂（さんゆうてい らっきー、1991年3月19日 - ）は、東京都府中市出身の元落語家。五代目円楽一門会に所属していた。本名は金田 拓也。

## 来歴
2009年に大東学園高等学校を卒業。同年4月にプロダクション人力舎の下部組織であるスクールJCAに入学（18期生 芸名 キンタ）、6月にアップフロントエージェンシー（現アップフロントプロモーション）所属となる。
2012年4月、六代目三遊亭円楽に見習いとして師事する（見習い名：楽喜）。2013年2月15日に正式に入門する（前座名：楽㐂）。2016年6月1日、二ツ目に昇進した。2022年9月、師匠円楽が死去。
2023年元日に廃業を発表。元々円楽が好きで円楽の弟子になったということで、「円楽の弟子ではなくなる」「名前を変えて別門下の弟子を名乗る事は出来なかった」として他の師匠の下へ移ることを固辞、「世界で一番大好きな円楽の弟子のまま終わらせて欲しい」ということでの決断だった。廃業後は実家の工務店で一から修業すると明かしている。

## 芸歴
- 2012年4月 - 六代目三遊亭円楽に入門[1]。
- 2013年2月 - 前座となり、「楽㐂」を名乗る。
- 2016年6月 - 二ツ目昇進。
- 2022年9月 - 師匠円楽が死去。
- 2023年1月 - 廃業。

## エピソード
- 実家は地元･府中市で工務店を営んでおり、住宅相談会を兼ねた落語会も行われている。[1]
- 父親の影響でサッカーを始め、少年時代には澤穂希や中村憲剛など多くのサッカー選手を輩出した府ロクサッカー少年団に所属していた。(父親も府ロクサッカー少年団の第1期生であり、現在も同クラブで指導を行っている。)[1][6]
- 現在もサッカー観戦を趣味としており、FC東京のサポーターを公言している。また、出囃子も｢la edogawa｣や｢サマーライオン｣といったサポーターチャントを使っている。[7]